# Lia McHugh
Lia McHugh (Pittsburgh, 18 novembre 2005) è un'attrice statunitense.
Ha ruoli in Totem, The Lodge e Into the Dark. Ha interpretato Sprite nel film del Marvel Cinematic Universe Eternals.

## Filmografia

### Cinema
- Hot Summer Nights, regia di Elijah Bynum (2017)
- Totem, regia di Marcel Sarmiento (2017)
- Tell Me Your Name, regia di Jason DeVan (2018)
- The Lodge, regia di Severin Fiala e Veronika Franz (2019)
- Songbird, regia di Adam Mason (2020)
- Eternals, regia di Chloé Zhao (2021)

### Televisione
- Fantasmi (A Haunting) – programma TV, episodio 8x07 (2016)
- American Woman – serie TV, 11 episodi (2018)
- Into the Dark – serie TV, episodio 1x09 (2019)
- La casa nella palude (A House on the Bayou), regia di Alex McAulay – film TV (2021)

## Doppiatrici italiane
Nelle versioni in italiano delle opere in cui ha recitato, Lia McHugh è stata doppiata da:
- Lucrezia Roma in American Woman, The Lodge
- Ilaria Pellicone in Eternals
- Giulia Maniglio ne La casa nella palude